# Mount Cordonnier
Mount Cordonnier är ett berg i Kanada.   Det ligger i provinsen Alberta, i den södra delen av landet, 3 000 km väster om huvudstaden Ottawa. Toppen på Mount Cordonnier är 3 012 meter över havet, eller 169 meter över den omgivande terrängen. Bredden vid basen är 0,87 km.
Terrängen runt Mount Cordonnier är huvudsakligen bergig.Trakten runt Mount Cordonnier är nära nog obefolkad, med mindre än två invånare per kvadratkilometer.. Det finns inga samhällen i närheten. 
Trakten runt Mount Cordonnier består i huvudsak av gräsmarker.